# Golden Globe per miglior risultato al cinema e al box office
Il Golden Globe per miglior risultato al cinema e al box office viene assegnato al film che ottiene il miglior risultato al botteghino dalla Hollywood Foreign Press Association.
Il premio viene assegnato dal 2024, quando il primo film vincitore è stato Barbie.

## Vincitori e candidati
L'elenco mostra il vincitore di ogni anno, seguito dai film che hanno ricevuto una candidatura. Per ogni film viene indicato il titolo italiano e titolo originale tra parentesi e il regista.

### 2020
- 2024[2]
  - Barbie, regia di Greta Gerwig
  - Guardiani della Galassia Vol. 3 (Guardians of the Galaxy Vol. 3), regia di James Gunn
  - John Wick 4 (John Wick: Chapter 4), regia di Chad Stahelski
  - Mission: Impossible - Dead Reckoning - Parte uno (Mission: Impossible - Dead Reckoning - Part One), regia di Christopher McQuarrie
  - Oppenheimer, regia di Christopher Nolan
  - Spider-Man: Across the Spider-Verse, regia di Joaquim Dos Santos, Kemp Powers, Justin K. Thompson
  - Taylor Swift: The Eras Tour, regia di Sam Wrench
  - Super Mario Bros. - Il film (The Super Mario Bros. Movie), regia di Aaron Horvath, Michael Jelenic

- 2025[3]
  - Wicked (Wicked: Part I), regia di Jon M. Chu
  - Alien: Romulus, regia di Fede Álvarez
  - Beetlejuice Beetlejuice, regia di Tim Burton
  - Deadpool & Wolverine, regia di Shawn Levy
  - Il gladiatore II (Gladiator II), regia di Ridley Scott
  - Inside Out 2, regia di Kelsey Mann
  - Twisters, regia di Lee Isaac Chung
  - Il robot selvaggio (The Wild Robot), regia di Chris Sanders